# Hand of Blood: Live at Brixton (мініальбом)
Hand of Blood: Live at Brixton (укр. Руки заплямовані кров'ю: Наживо з Брикстонської академії) — третій мініальбом валлійського металкор-гурту Bullet for My Valentine. Він був записаний під час концерту у популярній концертній залі Лондона — Brixton Academy та вийшов 20 жовтня 2006 на лейблі Sony BMG. Альбом був спродюсований Коліном Річардсоном.

## Про альбом
Альбом вийшов 20 жовтня 2006 року ексклюзивно для Німеччини та містив живі версії двох треків з їх минулого мініальбому «Hand of Blood» («Hand of Blood» та «Cries in Vain»), та три живі версії треків з майбутнього дебютного повноформатного альбому «The Poison». Концертна версія «Hand of Blood» вийшла синглом 6 жовтня, та разом з нею також вийшла композиція «All These Things I Hate». Альбом є своєрідним прев'ю до концертного DVD, що називається «The Poison: Live at Brixton» та вийшов 30 жовтня, через десять днів після релізу міні-альбому.

## Список композицій
| Стандартне видання        | Стандартне видання                                                             | Стандартне видання |
| #                         | Назва                                                                          | Тривалість         |
| ------------------------- | ------------------------------------------------------------------------------ | ------------------ |
| 1.                        | «Hand of Blood» (наживо з Brixton Academy)                                     | 4:14               |
| 2.                        | «Suffocating Under Words of Sorrow (What Can I Do)» (наживо з Brixton Academy) | 3:48               |
| 3.                        | «Cries in Vain» (наживо з Brixton Academy)                                     | 4:56               |
| 4.                        | «Tears Don't Fall» (наживо з Brixton Academy)                                  | 6:10               |
| 5.                        | «All These Things I Hate (Revolve Around Me)» (наживо з Brixton Academy)       | 3:55               |
| Загальна тривалість 22:03 |                                                                                |                    |

## Учасники запису
Інформація про учасників запису запозичена з сайту AllMusic:
- Меттью Так — вокал, ритм-гітара
- Майкл Педжет — гітара, беквокал
- Джейсон Джеймс — бас-гітара, вокал
- Майкл Томас — барабани